# Bulgária az 1968. évi nyári olimpiai játékokon
Bulgária a mexikói Mexikóvárosban megrendezett 1968. évi nyári olimpiai játékok egyik részt vevő nemzete volt. Az országot az olimpián 13 sportágban 112 sportoló képviselte, akik összesen 9 érmet szereztek.

## Érmesek
| Érem  | Versenyző | Sportág    | Versenyszám         |
| ----- | --- | ---------- | ------------------- |
| Arany | Petar Kirov | Birkózás   | Kötöttfogás, 52 kg  |
| Arany | Bojan Radev | Birkózás   | Kötöttfogás, 97 kg  |
| Ezüst | Enyu Todorov | Birkózás   | Szabadfogás, 63 kg  |
| Ezüst | Enyu Valcsev | Birkózás   | Szabadfogás, 70 kg  |
| Ezüst | Oszman Duraliev | Birkózás   | Szabadfogás, +97 kg |
| Ezüst | Nemzeti válogatott Georgi Cvetkov Jancso Dimitrov Milko Gajdarszki Ivajlo Georgiev Atanasz Gerov Mihail Gjonin Georgi Hrisztakiev Kiril Ivkov Evgeni Jancsovszki Sztojan Jordanov Todor Krasztev Atanasz Mihajlov Mityu Monev Aszparuh Nikodimov Kiril Sztankov Georgi Vaszilev Cvetan Veszelinov Ivan Zafirov Petar Zsekov | Labdarúgás | Férfi               |
| Bronz | Prodan Gardzsev | Birkózás   | Szabadfogás, 87 kg  |
| Bronz | Ivan Mihajlov | Ökölvívás  | Pehelysúly          |
| Bronz | Georgi Sztankov | Ökölvívás  | Félnehézsúly        |

## Atlétika
Férfi
| Versenyző        | Versenyszám    | Előfutam         | Előfutam         | Előfutam         | Döntő   | Döntő    |
| Versenyző        | Versenyszám    | Idő              | Hely.            | Össz.            | Idő     | Helyezés |
| ---------------- | -------------- | ---------------- | ---------------- | ---------------- | ------- | -------- |
| Mihail Zselev    | 3000 m akadály | 9:01,96          | 2.               | 5.               | 8:58,41 | 6.       |
| Blagoi Kostov    | 1500 m         | nem állt rajthoz | nem állt rajthoz | nem állt rajthoz | kiesett | kiesett  |
| Ivajlo Sarankov  | Maraton        |                  |                  |                  | 2:39:49 | 30.      |
| Nikola Szimeonov | Maraton        |                  |                  |                  | 2:48:30 | 42.      |

| Versenyző           | Versenyszám | Selejtező | Selejtező | Döntő    | Döntő    |
| Versenyző           | Versenyszám | Eredmény  | Helyezés  | Eredmény | Helyezés |
| ------------------- | ----------- | --------- | --------- | -------- | -------- |
| Georgi Sztojkovszki | Hármasugrás | 16,24 m   | 6.        | 16,46 m  | 9.       |

| Versenyző      | Versenyszám | 100 m | 100 m | Távolugrás | Távolugrás | Súlylökés | Súlylökés | Magasugrás | Magasugrás | 400 m | 400 m | 110 m gát | 110 m gát | Diszkoszvetés | Diszkoszvetés | Rúdugrás | Rúdugrás | Gerelyhajítás | Gerelyhajítás | 1500 m  | 1500 m | Végeredmény | Végeredmény |
| Versenyző      | Versenyszám | Idő   | Pont  | Eredmény   | Pont       | Eredmény  | Pont      | Eredmény   | Pont       | Idő   | Pont  | Idő       | Pont      | Eredmény      | Pont          | Eredmény | Pont     | Eredmény      | Pont          | Idő     | Pont   | Pont        | Helyezés    |
| -------------- | ----------- | ----- | ----- | ---------- | ---------- | --------- | --------- | ---------- | ---------- | ----- | ----- | --------- | --------- | ------------- | ------------- | -------- | -------- | ------------- | ------------- | ------- | ------ | ----------- | ----------- |
| Szpasz Dzsurov | Tízpróba    | 10,95 | 872   | 740 cm     | 910        | 13,99 m   | 728       | 189 cm     | 705        | 50,28 | 802   | 15,17     | 829       | 40,90 m       | 683           | 360 cm   | 509      | 47,04 m       | 545           | 5:15,58 | 328    | 7056        | 16.         |

Női
| Versenyző          | Versenyszám | Előfutam | Előfutam | Előfutam | Elődöntő | Elődöntő | Elődöntő | Döntő   | Döntő    |
| Versenyző          | Versenyszám | Idő      | Hely.    | Össz.    | Idő      | Hely.    | Össz.    | Idő     | Helyezés |
| ------------------ | ----------- | -------- | -------- | -------- | -------- | -------- | -------- | ------- | -------- |
| Sznezsana Jurukova | 80 m gát    | 11,07    | 6.       | 22.      | kiesett  | kiesett  | kiesett  | kiesett | kiesett  |

| Versenyző         | Versenyszám | Selejtező | Selejtező | Döntő    | Döntő    |
| Versenyző         | Versenyszám | Eredmény  | Helyezés  | Eredmény | Helyezés |
| ----------------- | ----------- | --------- | --------- | -------- | -------- |
| Jordanka Blagoeva | Magasugrás  | 168 cm    | 17.       | kiesett  | kiesett  |
| Katya Lazova      | Magasugrás  | 168 cm    | 18.       | kiesett  | kiesett  |
| Ivanka Hrisztova  | Súlylökés   |           |           | 17,25 m  | 6.       |

| Versenyző          | Versenyszám | 80 m gát | 80 m gát | Súlylökés | Súlylökés | Magasugrás | Magasugrás | Távolugrás | Távolugrás | 200 m | 200 m | Végeredmény | Végeredmény |
| Versenyző          | Versenyszám | Idő      | Pont     | Eredmény  | Pont      | Eredmény   | Pont       | Eredmény   | Pont       | Idő   | Pont  | Pont        | Helyezés    |
| ------------------ | ----------- | -------- | -------- | --------- | --------- | ---------- | ---------- | ---------- | ---------- | ----- | ----- | ----------- | ----------- |
| Sznezsana Jurukova | Ötpróba     | 11,08    | 1044     | 11,83 m   | 843       | 159 cm     | 934        | 598 cm     | 984        | 25,11 | 923   | 4728        | 14.         |

## Birkózás
Kötöttfogású
| Versenyző          | Versenyszám | 1. forduló                              | 2. forduló                          | 3. forduló                             | 4. forduló                     | 5. forduló                         | 6. forduló              | 7. forduló        | Döntő | Helyezés    |
| Versenyző          | Versenyszám | Ellenfél Eredmény                       | Ellenfél Eredmény                   | Ellenfél Eredmény                      | Ellenfél Eredmény              | Ellenfél Eredmény                  | Ellenfél Eredmény       | Ellenfél Eredmény | Ellenfél Eredmény                                                                                         | Helyezés    |
| ------------------ | ----------- | --------------------------------------- | ----------------------------------- | -------------------------------------- | ------------------------------ | ---------------------------------- | ----------------------- | ----------------- | --- | ----------- |
| Petar Kirov        | 52 kg       | Metin Çıkmaz (TUR) · 1-3                | Vaszíliosz Ganótisz (GRE) · 1-3     | Domenico Centurioni (ITA) · 1-3        | erőnyerő                       | Vlagyimir Bakulin (URS) · 1-3      |                         |                   | 1. mérkőzés · Miroslav Zeman (TCH) · 1-3 · Hozott eredmény · Vlagyimir Bakulin (URS) · 1-3                |             |
| Hriszto Trajkov    | 57 kg       | Johnny Nielsen (DEN) · kizárták         | Ion Baciu (ROU) · 3-1               | David Hazewinkel (USA) · kizárták      | kiesett                        | kiesett                            | kiesett                 | kiesett           | kiesett                                                                                                   | helyezetlen |
| Dimitar Galincsev  | 63 kg       | Rahal Mahassine (MAR) · kizárták        | Yehya Mohamed Hassanein (RAU) · 1-3 | Seyed Hossein Moareb (IRI) · kétvállas | James Hazewinkel (USA) · 1-3   | Fudzsimoto Hideo (JPN) · 3-1       | Roman Rurua (URS) · 3-1 |                   | kiesett                                                                                                   | 4.          |
| Sztojan Aposztolov | 70 kg       | Steer Antal (HUN) · 3-1                 | Eero Tapio (FIN) · kétvállas        | kiesett                                | kiesett                        | kiesett                            | kiesett                 | kiesett           | kiesett                                                                                                   | helyezetlen |
| Metodi Zarev       | 78 kg       | Viktor Igumenov (URS) · 3-1             | Brian Heffel (CAN) · kétvállas      | Sırrı Acar (TUR) · 1-3                 | Harald Barlie (NOR) · 1-3      |                                    |                         |                   | 1. mérkőzés · Rudolf Vesper (GDR) · 3-1                                                                   | 4.          |
| Petar Krumov       | 87 kg       | José Manuel Hernández (GUA) · kétvállas | Sillai László (HUN) · 1-3           | Håkon Øverby (NOR) · 1-3               | Valentyin Olenyik (URS) · 2-2  | Nicolae Neguţ (ROU) · kétvállas    |                         |                   | kiesett                                                                                                   | 6.          |
| Bojan Radev        | 97 kg       | Henk Schenk (USA) · kizárták            | Gürbüz Lü (TUR) · kizárták          | Peter Jutzeler (SUI) · 0.5-3.5         | Tore Hem (NOR) · kétvállas     | Nyikolaj Jakovenko (URS) · 2.5-2.5 | erőnyerő                |                   | 1. mérkőzés · Nicolae Martinescu (ROU) · kétvállas · Hozott eredmény · Nyikolaj Jakovenko (URS) · 2.5-2.5 |             |
| Sztefan Petrov     | +97 kg      | Anatolij Roscsin (URS) · kétvállas      | Robert Roop (USA) · kétvállas       | Roland Bock (FRG) · kizárták           | Kozma István (HUN) · kétvállas | kiesett                            | kiesett                 |                   | kiesett                                                                                                   | 6.          |

Szabadfogású
| Versenyző       | Versenyszám | 1. forduló                                 | 2. forduló                           | 3. forduló                          | 4. forduló                            | 5. forduló                        | 6. forduló                           | 7. forduló                      | Döntő | Helyezés    |
| Versenyző       | Versenyszám | Ellenfél Eredmény                          | Ellenfél Eredmény                    | Ellenfél Eredmény                   | Ellenfél Eredmény                     | Ellenfél Eredmény                 | Ellenfél Eredmény                    | Ellenfél Eredmény               | Ellenfél Eredmény                                                                                          | Helyezés    |
| --------------- | ----------- | ------------------------------------------ | ------------------------------------ | ----------------------------------- | ------------------------------------- | --------------------------------- | ------------------------------------ | ------------------------------- | --- | ----------- |
| Baju Baev       | 52 kg       | Nakata Sigeo (JPN) · 3-1                   | Gheorghe Stoiciu (ROU) · kétvállas   | Nazar Albaryan (URS) · 3-1          | kiesett                               | kiesett                           | kiesett                              | kiesett                         | kiesett | helyezetlen |
| Ivan Savov      | 57 kg       | Csang Gjongmu (Jang Gyeong-mu) (KOR) · 1-3 | Simeon Šutev (YUG) · kétvállas       | Herbert Singerman (CAN) · kétvállas | Hasan Sevinç (TUR) · 2.5-2.5          | Zbigniew Żedzicki (POL) · 1-3     | Donald Behm (USA) · 3-1              |                                 | kiesett | 5.          |
| Enyu Todorov    | 63 kg       | José Ramos (CUB) · kétvállas               | Ismail Al-Karaghouli (IRQ) · 0.5-3.5 | Rusznyák József (HUN) · 0.5-3.5     | Petre Coman (ROU) · 1-3               | erőnyerő                          | Samseddin Szajed-Abbaszi (IRI) · 2-2 | Kaneko Maszaaki (JPN) · 2.5-2.5 | Hozott eredmény · Samseddin Szajed-Abbaszi (IRI) · 2-2 · Hozott eredmény · Kaneko Maszaaki (JPN) · 2.5-2.5 |             |
| Enyu Valcsev    | 70 kg       | Jan Karlsson (SWE) · 1-3                   | Zarbeg Beriashvili (URS) · 2-2       | Muhammad Taj (PAK) · kétvállas      | Seyyit Ahmet Ağralı (TUR) · kétvállas | Klaus Rost (FRG) · kétvállas      | Wayne Wells (USA) · 1-3              |                                 | 1. mérkőzés · Abdollah Movahed (IRI) · 3-1                                                                 |             |
| Angel Szotirov  | 78 kg       | Tömöriin Artag (MGL) · 1-3                 | Wesley O'Brien (AUS) · kétvállas     | Yury Shakhmuradov (URS) · 3-1       | Szaszaki Tacuo (JPN) · 1-3            | Ali Mohammad Momeni (IRI) · 3-1   |                                      |                                 | kiesett | helyezetlen |
| Prodan Gardzsev | 87 kg       | Thomas Peckham (USA) · 2-2                 | Ghulam Dastagir (AFG) · kétvállas    | Balló Ferenc (ROU) · kétvállas      | Ronald Grinstead (GBR) · 0.5-3.5      | Dzsigdzsidijn Mönhbat (MGL) · 2-2 | Hüseyin Gürsoy (TUR) · 1-3           |                                 | 2. mérkőzés · Borisz Gurevics (URS) · 2-2 · Hozott eredmény · Dzsigdzsidijn Mönhbat (MGL) · 2-2            |             |
| Szaid Musztafov | 97 kg       | Ahmet Ayık (TUR) · 3-1                     | Daniel Verník (ARG) · kétvállas      | erőnyerő                            | Jess Lewis (USA) · 1-3                | Sota Lomidze (URS) · 2.5-2.5      | kiesett                              | kiesett                         | kiesett | 4.          |
| Oszman Duraliev | +97 kg      | Iszogai Jorihide (JPN) · kétvállas         | Gıyasettin Yılmaz (TUR) · kétvállas  | Alekszandr Medvegy (URS) · 3-1      | Abolfazl Anvari (IRI) · kétvállas     | Ştefan Stîngu (ROU) · 1-3         |                                      |                                 | 1. mérkőzés · Wilfried Dietrich (FRG) · kétvállas · Hozott eredmény · Alekszandr Medvegy (URS) · 3-1       |             |

## Evezés
| Versenyző                                                       | Versenyszám      | Előfutam | Előfutam | Vigaszág | Vigaszág | Elődöntő | Elődöntő | Döntő | Döntő   | Döntő | Helyezés |
| Versenyző                                                       | Versenyszám      | Idő      | Hely.    | Idő      | Hely.    | Idő      | Hely.    | Típus | Idő     | Hely. | Helyezés |
| --------------------------------------------------------------- | ---------------- | -------- | -------- | -------- | -------- | -------- | -------- | ----- | ------- | ----- | -------- |
| Atanasz Zselev Jordan Valcsev                                   | Kétpárevezős     | 6:54,16  | 1.       | erőnyerő | erőnyerő | 7:12,08  | 2.       | A     | 6:58,48 | 4.    | 4.       |
| Georgi Atanaszov Georgi Nikolov Veszelin Sztaevszki (kormányos) | Kormányos kettes | 8:11,13  | 1.       | erőnyerő | erőnyerő | 8:06,41  | 5.       | B     | 7:58,10 | 2.    | 8.       |

## Kajak-kenu
Férfi
| Versenyző                       | Versenyszám        | Előfutam | Előfutam | Előfutam | Vigaszág | Vigaszág | Vigaszág | Döntő   | Döntő    |
| Versenyző                       | Versenyszám        | Idő      | Hely.    | Össz.    | Idő      | Hely.    | Össz.    | Idő     | Helyezés |
| ------------------------------- | ------------------ | -------- | -------- | -------- | -------- | -------- | -------- | ------- | -------- |
| Borisz Ljubenov                 | Kenu egyes 1000 m  | 4:36,2   | 5.       | 10.      | 4:35,82  | 2.       | 2.       | 4:43,43 | 5.       |
| Ivan Valov Alekszandar Damjanov | Kenu kettes 1000 m | 4:26,1   | 4.       | 9.       | 4:22,17  | 3.       | 3.       | 4:26,74 | 8.       |

## Kosárlabda
| Bolgár férfi kosárlabdacsapat-játékoskeret                                                                       | Bolgár férfi kosárlabdacsapat-játékoskeret                                                               |
| --- | --- |
| - Sztaniszlav Bojadzsiev - Bojcso Branzov - Mincso Dimov - Hriszto Dojcsinov - Sztefan Filipov - Georgi Hrisztov | - Ivajlo Kirov - Emil Mihajlov - Pando Pandov - Szlavej Rajcsev - Dimitar Szahanikov - Valentin Szpaszov |

### Eredmények
Csoportkör
B csoport
| Csapat              | M | Gy | V | P+  | P–  | Pk   |
| ------------------- | - | -- | - | --- | --- | ---- |
| Szovjetunió (URS)   | 7 | 7  | 0 | 642 | 408 | +234 |
| Brazília (BRA)      | 7 | 6  | 1 | 561 | 418 | +143 |
| Mexikó (MEX)        | 7 | 5  | 2 | 493 | 443 | +50  |
| Lengyelország (POL) | 7 | 4  | 3 | 474 | 504 | –30  |
| Bulgária (BUL)      | 7 | 3  | 4 | 456 | 478 | –22  |
| Kuba (CUB)          | 7 | 2  | 5 | 514 | 533 | –19  |
| Dél-Korea (KOR)     | 7 | 1  | 6 | 453 | 530 | –77  |
| Marokkó (MAR)       | 7 | 0  | 7 | 355 | 634 | –279 |

| 1968. október 13. | Bulgária (BUL) | 70 – 61 | Kuba (CUB) |  |
| 1968. október 13. | (19–27)        |         |            |  |

| 1968. október 14. | Brazília (BRA) | 75 – 59 | Bulgária (BUL) |  |
| 1968. október 14. | (42–29)        |         |                |  |

| 1968. október 15. | Bulgária (BUL) | 77 – 59 | Marokkó (MAR) |  |
| 1968. október 15. | (35–25)        |         |               |  |

| 1968. október 16. | Szovjetunió (URS) | 81 – 56 | Bulgária (BUL) |  |
| 1968. október 16. | (40–23)           |         |                |  |

| 1968. október 18. | Mexikó (MEX) | 73 – 63 | Bulgária (BUL) |  |
| 1968. október 18. | (33–36)      |         |                |  |

| 1968. október 19. | Lengyelország (POL) | 69 – 67 | Bulgária (BUL) |  |
| 1968. október 19. | (35–34)             |         |                |  |

| 1968. október 20. | Bulgária (BUL) | 64 – 60 | Dél-Korea (KOR) |  |
| 1968. október 20. | (32–33)        |         |                 |  |

A 9–12. helyért
| 1968. október 22. | Bulgária (BUL) | 83 – 79 | Panama (PAN) |  |
| 1968. október 22. | (42–35)        |         |              |  |

A 9. helyért
| 1968. október 23. | Puerto Rico (PUR) | 67 – 57 | Bulgária (BUL) |  |
| 1968. október 23. | (35–31)           |         |                |  |

| Csapat         | Helyezés |
| -------------- | -------- |
| Bulgária (BUL) | 10.      |

## Labdarúgás
| Bolgár labdarúgócsapat-játékoskeret | Bolgár labdarúgócsapat-játékoskeret |
| --- | --- |
| - Georgi Cvetkov - Jancso Dimitrov - Milko Gajdarszki - Ivajlo Georgiev - Atanasz Gerov - Mihail Gjonin - Georgi Hrisztakiev - Kiril Ivkov - Evgeni Jancsovszki - Sztojan Jordanov | - Todor Krasztev - Atanasz Mihajlov - Mityu Monev - Aszparuh Nikodimov - Kiril Sztankov - Georgi Vaszilev - Cvetan Veszelinov - Ivan Zafirov - Petar Zsekov |

### Eredmények
Csoportkör
D csoport
| Csapat        | M | Gy | D | V | G+ | G– | Gk  | P |
| ------------- | - | -- | - | - | -- | -- | --- | - |
| Bulgária      | 3 | 2  | 1 | 0 | 11 | 3  | +8  | 5 |
| Guatemala     | 3 | 2  | 0 | 1 | 6  | 3  | +3  | 4 |
| Csehszlovákia | 3 | 1  | 1 | 1 | 10 | 3  | +7  | 3 |
| Thaiföld      | 3 | 0  | 0 | 3 | 1  | 19 | –18 | 0 |

| 1968. október 14. |

| Bulgária (BUL)                                                             | 7–0               | Thaiföld |
| -------------------------------------------------------------------------- | ----------------- | -------- |
| Gjonin 25' Zsekov 55' Mihajlov 56' 61' Zafirov 73' Nikodimov 85' Ivkov 88' | (1–0) Jegyzőkönyv |          |

| León stadion, León Játékvezető: Guillermo Velasquez (COL) Asszisztensek: Raul Osorio Castillo (MEX), Jean Louis Faber (GUI) |

| 1968. október 16. |

| Csehszlovákia (TCH)       | 2–2               | Bulgária                |
| ------------------------- | ----------------- | ----------------------- |
| Jarabinský 25' Petráš 42' | (2–1) Jegyzőkönyv | Georgiev 44' Zsekov 77' |

| Jalisco stadion, Guadalajara Játékvezető: Abel Aguilar Elizalde (MEX) Asszisztensek: Alfonso Gonzales Archundia (MEX), Felipe Buergo (MEX) |

| 1968. október 18. |

| Bulgária (BUL)           | 2–1               | Guatemala |
| ------------------------ | ----------------- | --------- |
| Nikodimov 50' Zsekov 84' | (0–0) Jegyzőkönyv | López 88' |

| León stadion, León Játékvezető: Raul Osorio Castillo (MEX) Asszisztensek: Thompson Badru (NGR), Michel Kitabdjian (FRA) |

Negyeddöntő
| 1968. október 20. |

| Bulgária (BUL) * | 1–1 (h. u.)       | Izrael         |
| ---------------- | ----------------- | -------------- |
| Hrisztakiev 5'   | (1–0) Jegyzőkönyv | Faigenbaum 89' |

| León stadion, León Játékvezető: Michel Kitabdjian (FRA) Asszisztensek: Guillermo Velasquez (COL), Thompson Badru (NGR) |

Elődöntő
| 1968. október 22. |

| Mexikó (MEX)           | 2–3               | Bulgária                             |
| ---------------------- | ----------------- | ------------------------------------ |
| Morales 39' Pulido 48' | (1–2) Jegyzőkönyv | Zsekov 8' Mihajlov 9' Veszelinov 58' |

| Jalisco stadion, Guadalajara Játékvezető: Seyoum Tarekegn (ETH) Asszisztensek: George Lamptey (GHA), Vancsaj Szuvari (THA) |

Döntő
| 1968. október 26. |

| Bulgária (BUL)                            | 1–4               | Magyarország                             |
| ----------------------------------------- | ----------------- | ---------------------------------------- |
| Veszelinov 20' 43′ Ivkov 44′ Mihajlov 44′ | (1–2) Jegyzőkönyv | Menczel 41' Dunai 42' 49' Juhász 62' 85′ |

| Azteca stadion, Mexikóváros Nézőszám: 75 000 Játékvezető: Diego de Leo (MEX) Asszisztensek: Arturo Yamasaki (MEX), Alfonso Gonzales Archundia (MEX) |

| Csapat         | Helyezés |
| -------------- | -------- |
| Bulgária (BUL) |          |

* - Miután a hosszabbításban sem sikerült egyik csapatnak sem győznie, ezért pénzfeldobással döntötték el a továbbjutás sorsát. A szerencse Bulgáriának kedvezett.

## Ökölvívás
| Versenyző            | Versenyszám  | Selejtező                  | 32-es főtábla                    | Nyolcaddöntő                             | Negyeddöntő                  | Elődöntő                    | Döntő             | Helyezés |
| Versenyző            | Versenyszám  | Ellenfél Eredmény          | Ellenfél Eredmény                | Ellenfél Eredmény                        | Ellenfél Eredmény            | Ellenfél Eredmény           | Ellenfél Eredmény | Helyezés |
| -------------------- | ------------ | -------------------------- | -------------------------------- | ---------------------------------------- | ---------------------------- | --------------------------- | ----------------- | -------- |
| Sztefan Alekszandrov | Papírsúly    |                            | erőnyerő                         | Gabriel Ogun (NGR) · 1-4                 | kiesett                      | kiesett                     | kiesett           | 9.       |
| Nikola Szavov        | Harmatsúly   | Godfrey Mwamba (ZAM) · RSC | Fermin Espinosa (CUB) · RSC      | Csang Szungil (Jang Sung-il) (KOR) · RSC | kiesett                      | kiesett                     | kiesett           | 9.       |
| Ivan Mihajlov        | Pehelysúly   |                            | Jan Wadas (POL) · 4-1            | Nils Dag Strømme (NOR) · 5-0             | Seyfi Tatar (TUR) · 3-2      | Albert Robinson (USA) · 1-4 | kiesett           |          |
| Sztojan Pilicsev     | Könnyűsúly   | erőnyerő                   | Bayu Ayele (ETH) · 5-0           | José Antonio Duran (MEX) · 4-1           | Calistrat Cuţov (ROU) · 1-4  | kiesett                     | kiesett           | 5.       |
| Petar Sztojcsev      | Kisváltósúly | erőnyerő                   | Ali Kılıçoğlu (TUR) · 5-0        | Ljubinko Veselinović (YUG) · 4-1         | Arto Nilsson (FIN) · RSC     | kiesett                     | kiesett           | 5.       |
| Ivan Kirjakov        | Váltósúly    | erőnyerő                   | Bohumil Němeček (TCH) · kizárták | Celal Sandal (TUR) · RSC                 | kiesett                      | kiesett                     | kiesett           | 9.       |
| Szimeon Georgiev     | Középsúly    |                            | Mario Casati (ITA) · 4-1         | erőnyerő                                 | Alfred Jones (USA) · 1-4     | kiesett                     | kiesett           | 5.       |
| Georgi Sztankov      | Félnehézsúly |                            | erőnyerő                         | Arthur Redden (USA) · 4-1                | Bernard Malherbe (FRA) · 5-0 | Danas Pozniakas (URS) · 0-5 | kiesett           |          |
| Kiril Pandov         | Nehézsúly    |                            |                                  | Petar Miloš (YUG) · 3-2                  | Giorgio Bambini (ITA) · 0-5  | kiesett                     | kiesett           | 5.       |

## Öttusa
| Versenyző                                               | Versenyszám | Lovaglás | Lovaglás | Lovaglás | Vívás    | Vívás | Vívás | Lövészet | Lövészet | Lövészet | Úszás  | Úszás | Úszás | Futás   | Futás | Futás | Összesen    | Összesen |
| Versenyző                                               | Versenyszám | Idő      | Pont     | Hely.    | Eredmény | Pont  | Hely. | Pontszám | Pont     | Hely.    | Idő    | Pont  | Hely. | Idő     | Pont  | Hely. | Összes pont | Helyezés |
| ------------------------------------------------------- | ----------- | -------- | -------- | -------- | -------- | ----- | ----- | -------- | -------- | -------- | ------ | ----- | ----- | ------- | ----- | ----- | ----------- | -------- |
| Ivan Aposztolov                                         | Egyéni      | 4:19     | 720      | 44.      | 16–31    | 609   | 44.   | 173      | 538      | 47.      | 4:14,3 | 880   | 40.   | 15:50,2 | 715   | 36.   | 3462        | 45.      |
| Antoni Panyovszki                                       | Egyéni      | 3:36     | 950      | 33.      | 21–26    | 724   | 31.   | 193      | 978      | 5.       | 4:12,2 | 892   | 34.   | 15:54,1 | 703   | 37.   | 4247        | 33.      |
| Konsztantin Szardzsev                                   | Egyéni      | 3:35     | 1100     | 3.       | 18–29    | 655   | 38.   | 188      | 868      | 22.      | 4:34,5 | 757   | 45.   | 15:18,2 | 811   | 25.   | 4191        | 35.      |
| Ivan Aposztolov Antoni Panyovszki Konsztantin Szardzsev | Csapat      |          | 2770     | 11.      |          | 2064  | 13.   |          | 2384     | 13.      |        | 2529  | 13.   |         | 2229  | 11.   | 11976       | 11.      |

## Röplabda

### Férfi
| Bolgár férfi röplabdacsapat-játékoskeret                                                                         | Bolgár férfi röplabdacsapat-játékoskeret                                                                        |
| --- | --- |
| - Alekszandar Alekszandrov - Dinko Atanaszov - Dimitar Karov - Angel Koritarov - Petar Kracsmarov - Milcso Milev | - Gramen Prinov - Zdravko Szimeonov - Kiril Szlavov - Sztojan Sztojanov - Alekszandar Trenev - Dimitar Zlatanov |

#### Eredmények
Csoportkör
| 1968. október 13. 17:00 | Bulgária (BUL)     | 3 – 0 | Mexikó (MEX) |  |
| 1968. október 13. 17:00 | (15–9, 15–4, 15–6) |       |              |  |

| 1968. október 16. 10:00 | Bulgária (BUL)      | 3 – 0 | Belgium (BEL) |  |
| 1968. október 16. 10:00 | (15–10, 15–1, 15–5) |       |               |  |

| 1968. október 17. 10:00 | Szovjetunió (URS)    | 3 – 0 | Bulgária (BUL) |  |
| 1968. október 17. 10:00 | (15–10, 15–9, 15–10) |       |                |  |

| 1968. október 19. 10:00 | Bulgária (BUL)                    | 3 – 2 | Egyesült Államok (USA) |  |
| 1968. október 19. 10:00 | (10–15, 17–15, 7–15, 15–7, 16–14) |       |                        |  |

| 1968. október 20. 12:00 | Bulgária (BUL)      | 3 – 0 | Brazília (BRA) |  |
| 1968. október 20. 12:00 | (15–8, 18–16, 15–3) |       |                |  |

| 1968. október 21. 10:00 | Csehszlovákia (TCH)             | 3 – 2 | Bulgária (BUL) |  |
| 1968. október 21. 10:00 | (15–7, 10–15, 15–9, 4–15, 15–7) |       |                |  |

| 1968. október 23. 10:00 | Lengyelország (POL) | 3 – 0 | Bulgária (BUL) |  |
| 1968. október 23. 10:00 | (15–3, 15–5, 15–10) |       |                |  |

| 1968. október 24. 10:00 | NDK (GDR)                         | 3 – 2 | Bulgária (BUL) |  |
| 1968. október 24. 10:00 | (15–11, 8–15, 15–10, 10–15, 15–7) |       |                |  |

| 1968. október 25. 10:00 | Japán (JPN)        | 3 – 0 | Bulgária (BUL) |  |
| 1968. október 25. 10:00 | (15–7, 15–6, 15–5) |       |                |  |

|          |                        |      | Mérkőzések | Mérkőzések | Szettek | Szettek | Szettek | Pontok | Pontok | Pontok |
| Helyezés | Csapat                 | Pont | Gy         | V          | Sz+     | Sz–     | SzA     | P+     | P–     | PA     |
| -------- | ---------------------- | ---- | ---------- | ---------- | ------- | ------- | ------- | ------ | ------ | ------ |
| Arany    | Szovjetunió (URS)      | 17   | 8          | 1          | 26      | 8       | 3,250   | 464    | 326    | 1,423  |
| Ezüst    | Japán (JPN)            | 16   | 7          | 2          | 24      | 6       | 4,000   | 430    | 258    | 1,667  |
| Bronz    | Csehszlovákia (TCH)    | 16   | 7          | 2          | 22      | 15      | 1,467   | 454    | 417    | 1,089  |
| 4.       | NDK (GDR)              | 15   | 6          | 3          | 22      | 12      | 1,833   | 449    | 374    | 1,201  |
| 5.       | Lengyelország (POL)    | 15   | 6          | 3          | 18      | 11      | 1,636   | 371    | 281    | 1,320  |
| 6.       | Bulgária (BUL)         | 13   | 4          | 5          | 16      | 17      | 0,941   | 379    | 385    | 0,984  |
| 7.       | Egyesült Államok (USA) | 13   | 4          | 5          | 15      | 18      | 0,833   | 383    | 414    | 0,925  |
| 8.       | Belgium (BEL)          | 11   | 2          | 7          | 6       | 24      | 0,250   | 239    | 417    | 0,573  |
| 9.       | Brazília (BRA)         | 10   | 1          | 8          | 8       | 25      | 0,320   | 357    | 469    | 0,761  |
| 10.      | Mexikó (MEX)           | 9    | 0          | 9          | 6       | 27      | 0,222   | 289    | 474    | 0,610  |

| Csapat         | Helyezés |
| -------------- | -------- |
| Bulgária (BUL) | 6.       |

## Sportlövészet
Nyílt
| Versenyző          | Versenyszám           | Pont | Helyezés |
| ------------------ | --------------------- | ---- | -------- |
| Dencso Denev       | Gyorstüzelő pisztoly  | 579  | 28.      |
| Dencso Denev       | Szabadpisztoly        | 545  | 24.      |
| Velicsko Velicskov | Sportpuska, fekvő     | 584  | 64.      |
| Marcel Koen        | Sportpuska, fekvő     | 592  | 24.      |
| Marcel Koen        | Sportpuska, összetett | 1142 | 21.      |
| Emilijan Vergov    | Sportpuska, összetett | 1119 | 45.      |
| Anton Manolov      | Skeet                 | 180  | 40.      |
| Atanasz Taszev     | Skeet                 | 185  | 34.      |

## Súlyemelés
| Versenyző       | Versenyszám | Nyomás                   | Nyomás                   | Szakítás | Szakítás | Lökés    | Lökés    | Összesen | Helyezés |
| Versenyző       | Versenyszám | Eredmény                 | Helyezés                 | Eredmény | Helyezés | Eredmény | Helyezés | Összesen | Helyezés |
| --------------- | ----------- | ------------------------ | ------------------------ | -------- | -------- | -------- | -------- | -------- | -------- |
| Atanasz Kirov   | 56 kg       | 105,0                    | 8.                       | 100,0    | 7.       | 130,0    | 7.       | 335,0    | 7.       |
| Mladen Kucsev   | 60 kg       | 115,0                    | 8.                       | 107,5    | 7.       | 135,0    | 10.      | 357,5    | 9.       |
| Petar Janev     | 60 kg       | érvényes kísérlet nélkül | érvényes kísérlet nélkül | kiesett  | kiesett  | kiesett  | kiesett  | kiesett  | kiesett  |
| Rilko Florov    | 67,5 kg     | 117,5                    | 13.                      | 120,0    | 8.       | 147,5    | 12.      | 385,0    | 12.      |
| Kosztadin Tilev | 67,5 kg     | 132,5                    | 4.                       | 115,0    | 12.      | 150,0    | 10.      | 397,5    | 8.       |

## Torna
Férfi
| Versenyző                                                                               | Versenyszám      | Selejtező | Selejtező | Döntő    | Döntő    |
| Versenyző                                                                               | Versenyszám      | Pontszám  | Helyezés  | Pontszám | Helyezés |
| --------------------------------------------------------------------------------------- | ---------------- | --------- | --------- | -------- | -------- |
| Georgi Adamov                                                                           | Talaj            | 17,10     | 87.       | kiesett  | kiesett  |
| Georgi Adamov                                                                           | Ugrás            | 18,40     | 30.       | kiesett  | kiesett  |
| Georgi Adamov                                                                           | Korlát           | 18,80     | 31.       | kiesett  | kiesett  |
| Georgi Adamov                                                                           | Nyújtó           | 18,65     | 33.       | kiesett  | kiesett  |
| Georgi Adamov                                                                           | Gyűrű            | 17,65     | 63.       | kiesett  | kiesett  |
| Georgi Adamov                                                                           | Lólengés         | 17,25     | 73.       | kiesett  | kiesett  |
| Georgi Adamov                                                                           | Egyéni összetett |           |           | 107,85   | 58.      |
| Rumen Gabrovszki                                                                        | Talaj            | 18,00     | 51.       | kiesett  | kiesett  |
| Rumen Gabrovszki                                                                        | Ugrás            | 18,15     | 54.       | kiesett  | kiesett  |
| Rumen Gabrovszki                                                                        | Korlát           | 17,95     | 74.       | kiesett  | kiesett  |
| Rumen Gabrovszki                                                                        | Nyújtó           | 16,85     | 100.      | kiesett  | kiesett  |
| Rumen Gabrovszki                                                                        | Gyűrű            | 17,55     | 68.       | kiesett  | kiesett  |
| Rumen Gabrovszki                                                                        | Lólengés         | 16,40     | 95.       | kiesett  | kiesett  |
| Rumen Gabrovszki                                                                        | Egyéni összetett |           |           | 104,90   | 83.      |
| Bozsidar Ivanov                                                                         | Talaj            | 17,30     | 83.       | kiesett  | kiesett  |
| Bozsidar Ivanov                                                                         | Ugrás            | 17,70     | 87.       | kiesett  | kiesett  |
| Bozsidar Ivanov                                                                         | Korlát           | 18,35     | 57.       | kiesett  | kiesett  |
| Bozsidar Ivanov                                                                         | Nyújtó           | 16,65     | 105.      | kiesett  | kiesett  |
| Bozsidar Ivanov                                                                         | Gyűrű            | 17,10     | 84.       | kiesett  | kiesett  |
| Bozsidar Ivanov                                                                         | Lólengés         | 16,40     | 95.       | kiesett  | kiesett  |
| Bozsidar Ivanov                                                                         | Egyéni összetett |           |           | 103,50   | 92.*     |
| Rajcso Hrisztov                                                                         | Talaj            | 18,95     | 9.        | kiesett  | kiesett  |
| Rajcso Hrisztov                                                                         | Ugrás            | 18,15     | 54.       | kiesett  | kiesett  |
| Rajcso Hrisztov                                                                         | Korlát           | 17,65     | 85.       | kiesett  | kiesett  |
| Rajcso Hrisztov                                                                         | Nyújtó           | 18,90     | 19.       | kiesett  | kiesett  |
| Rajcso Hrisztov                                                                         | Gyűrű            | 16,70     | 91.       | kiesett  | kiesett  |
| Rajcso Hrisztov                                                                         | Lólengés         | 17,20     | 76.       | kiesett  | kiesett  |
| Rajcso Hrisztov                                                                         | Egyéni összetett |           |           | 107,55   | 62.      |
| Ivan Kondev                                                                             | Talaj            | 18,60     | 18.       | kiesett  | kiesett  |
| Ivan Kondev                                                                             | Ugrás            | 18,25     | 43.       | kiesett  | kiesett  |
| Ivan Kondev                                                                             | Korlát           | 17,85     | 79.       | kiesett  | kiesett  |
| Ivan Kondev                                                                             | Nyújtó           | 17,75     | 80.       | kiesett  | kiesett  |
| Ivan Kondev                                                                             | Gyűrű            | 16,75     | 89.       | kiesett  | kiesett  |
| Ivan Kondev                                                                             | Lólengés         | 17,65     | 53.       | kiesett  | kiesett  |
| Ivan Kondev                                                                             | Egyéni összetett |           |           | 106,85   | 68.*     |
| Sztefan Zoev                                                                            | Talaj            | 17,80     | 61.       | kiesett  | kiesett  |
| Sztefan Zoev                                                                            | Ugrás            | 18,25     | 43.       | kiesett  | kiesett  |
| Sztefan Zoev                                                                            | Korlát           | 17,95     | 74.       | kiesett  | kiesett  |
| Sztefan Zoev                                                                            | Nyújtó           | 18,15     | 65.       | kiesett  | kiesett  |
| Sztefan Zoev                                                                            | Gyűrű            | 17,35     | 77.       | kiesett  | kiesett  |
| Sztefan Zoev                                                                            | Lólengés         | 17,35     | 67.       | kiesett  | kiesett  |
| Sztefan Zoev                                                                            | Egyéni összetett |           |           | 106,85   | 68.*     |
| Georgi Adamov Rumen Gabrovszki Bozsidar Ivanov Rajcso Hrisztov Ivan Kondev Sztefan Zoev | Csapat összetett |           |           | 538,15   | 11.      |

Női
| Versenyző                                                                     | Versenyszám      | Selejtező | Selejtező | Döntő    | Döntő    |
| Versenyző                                                                     | Versenyszám      | Pontszám  | Helyezés  | Pontszám | Helyezés |
| ----------------------------------------------------------------------------- | ---------------- | --------- | --------- | -------- | -------- |
| Rajna Atanaszova                                                              | Talaj            | 17,90     | 49.       | kiesett  | kiesett  |
| Rajna Atanaszova                                                              | Ugrás            | 17,85     | 53.       | kiesett  | kiesett  |
| Rajna Atanaszova                                                              | Felemás korlát   | 16,85     | 74.       | kiesett  | kiesett  |
| Rajna Atanaszova                                                              | Gerenda          | 17,00     | 62.       | kiesett  | kiesett  |
| Rajna Atanaszova                                                              | Egyéni összetett |           |           | 69,60    | 65.      |
| Marija Karaska                                                                | Talaj            | 17,90     | 49.       | kiesett  | kiesett  |
| Marija Karaska                                                                | Ugrás            | 18,70     | 24.       | kiesett  | kiesett  |
| Marija Karaska                                                                | Felemás korlát   | 18,65     | 22.       | kiesett  | kiesett  |
| Marija Karaska                                                                | Gerenda          | 18,05     | 37.       | kiesett  | kiesett  |
| Marija Karaska                                                                | Egyéni összetett |           |           | 73,30    | 32.      |
| Vanya Marinova                                                                | Talaj            | 18,25     | 33.       | kiesett  | kiesett  |
| Vanya Marinova                                                                | Ugrás            | 18,25     | 38.       | kiesett  | kiesett  |
| Vanya Marinova                                                                | Felemás korlát   | 18,15     | 34.       | kiesett  | kiesett  |
| Vanya Marinova                                                                | Gerenda          | 16,65     | 78.       | kiesett  | kiesett  |
| Vanya Marinova                                                                | Egyéni összetett |           |           | 71,30    | 44.      |
| Veszela Paseva                                                                | Talaj            | 17,70     | 60.       | kiesett  | kiesett  |
| Veszela Paseva                                                                | Ugrás            | 17,75     | 60.       | kiesett  | kiesett  |
| Veszela Paseva                                                                | Felemás korlát   | 17,30     | 66.       | kiesett  | kiesett  |
| Veszela Paseva                                                                | Gerenda          | 17,70     | 46.       | kiesett  | kiesett  |
| Veszela Paseva                                                                | Egyéni összetett |           |           | 70,45    | 51.**    |
| Neli Sztojanova                                                               | Talaj            | 17,70     | 60.       | kiesett  | kiesett  |
| Neli Sztojanova                                                               | Ugrás            | 17,85     | 53.       | kiesett  | kiesett  |
| Neli Sztojanova                                                               | Felemás korlát   | 16,70     | 76.       | kiesett  | kiesett  |
| Neli Sztojanova                                                               | Gerenda          | 18,20     | 33.       | kiesett  | kiesett  |
| Neli Sztojanova                                                               | Egyéni összetett |           |           | 70,45    | 51.**    |
| Rajna Atanaszova Marija Karaska Vanya Marinova Veszela Paseva Neli Sztojanova | Csapat összetett |           |           | 355,10   | 8.       |

* - egy másik versenyzővel azonos eredményt ért el

** - két másik versenyzővel azonos eredményt ért el

## Úszás
Férfi
| Versenyző      | Versenyszám  | Előfutam | Előfutam | Előfutam | Döntő   | Döntő    |
| Versenyző      | Versenyszám  | Idő      | Hely.    | Össz.    | Idő     | Helyezés |
| -------------- | ------------ | -------- | -------- | -------- | ------- | -------- |
| Angel Csakarov | 200 m vegyes | 2:24,0   | 3.       | 26.      | kiesett | kiesett  |
| Angel Csakarov | 400 m vegyes | 5:10,9   | 5.       | 17.      | kiesett | kiesett  |
| Juljan Ruszev  | 400 m vegyes | 5:07,0   | 3.       | 12.      | kiesett | kiesett  |
| Juljan Ruszev  | 200 m vegyes | 2:22,7   | 4.       | 21.      | kiesett | kiesett  |

Női
| Versenyző       | Versenyszám  | Előfutam | Előfutam | Előfutam | Elődöntő | Elődöntő | Elődöntő | Döntő   | Döntő    |
| Versenyző       | Versenyszám  | Idő      | Hely.    | Össz.    | Idő      | Hely.    | Össz.    | Idő     | Helyezés |
| --------------- | ------------ | -------- | -------- | -------- | -------- | -------- | -------- | ------- | -------- |
| Marija Nikolova | 100 m gyors  | 1:05,1   | 4.       | 32.*     | kiesett  | kiesett  | kiesett  | kiesett | kiesett  |
| Marija Nikolova | 200 m vegyes | 2:40,8   | 4.       | 18.      |          |          |          | kiesett | kiesett  |
| Marija Nikolova | 400 m vegyes | 5:45,2   | 4.       | 15.      |          |          |          | kiesett | kiesett  |

* - három másik versenyzővel azonos időt ért el